# Federico Cozzolino
Federico Attilio Marco Cozzolino (Scafati, 10 febbraio 1913 – La Fresneda, 28 marzo 1938) è stato un militare e aviatore italiano, decorato di Medaglia d'oro al valor militare alla memoria nel corso della guerra civile spagnola.

## Biografia
Nacque a Scafati il 10 febbraio 1913, cittadina della provincia di Salerno, sesto figlio del commerciante di tessuti Antimo e di Ermelinda Bottoni. Frequentò le scuole elementari nella natia cittadina, per essere mandato in seguito a studiare presso il Collegio dei Salesiani situato a Scanzano, una frazione di Castellammare di Stabia. Conseguì la maturità classica presso il liceo "Giambattista Vico" di Nocera Inferiore, iscrivendosi subito dopo alla facoltà di giurisprudenza dell'università di Bologna, città dove si trasferì per meglio compiere agli studi. A Bologna ebbe come compagno di studi uno dei figli del Duce, Bruno Mussolini, appassionato di aviazione. Tale passione lo contagiò quasi subito, portandolo ad arruolarsi volontario nella Regia Aeronautica, e a partecipare ad un corso per allievi ufficiali piloti.
Nell'aprile 1936 conseguì il brevetto di pilota militare presso l'aeroporto di Centocelle a Roma. Successivamente fu trasferito con il grado di sottotenente pilota presso l'aeroporto "Fausto Pesci" di Bologna, destinato all'8º Stormo Bombardamento Terrestre, detto anche 8º Stormo Metropolitano.
Era in corso la guerra civile spagnola e, nell'ambito dell'Operazione O.M.S. (Operazioni Militari Spagna) come tanti altri commilitoni di tutte le armi si offrì volontario. Decollò da Genova il 4 ottobre 1937 su uno dei cinque Savoia-Marchetti S.79 Sparviero della 280ª Squadriglia Bombardieri Veloci, al comando del Capitano Aditeo Guidi, assegnati al XXIX Gruppo "Falchi delle Baleari" destinato ad operare dall'Aeroporto di Palma di Maiorca. Qui gli aerei si ricongiunsero con altri dodici S.79, giunti sette giorni prima, al comando del colonnello Attilio Biseo. I bombardieri entrarono subito in azione, compiendo un minimo di tre missioni di guerra al giorno. Per il suo comportamento in quei giorni gli fu conferita la croce di guerra al valor militare. Il 27 ottobre il colonnello Biseo conferì al suo aereo il famoso distintivo dei "Tre sorci verdi", prestigioso riconoscimento in memoria della trasvolata Istres-Damasco-Parigi alla quale aveva partecipato anche Bruno Mussolini.
Alla metà del novembre 1937 il suo reparto si trasferì da Palma di Maiorca sul fronte dell'Ebro, dislocandosi all'aeroporto di Logroño, cittadina situata nel nord della Spagna ai confini con i Paesi Baschi, per essere più vicino alla linea dei combattimenti. Il giorno 15 dicembre dello stesso anno le truppe repubblicane attaccarono la città di Teruel, e la situazione bellica si fece subito incerta. Mentre il generale Francisco Franco rimandava la controffensiva, il compito di contrastare l'avanzata nemica fu assegnato all'Aviazione Legionaria. Durante tale ciclo di operazioni, in cui gli aerei e gli equipaggi furono sottoposti ad un insostenibile ritmo di missioni belliche, nel gennaio 1938 gli fu assegnata la medaglia d'argento al valor militare.
Il 28 marzo 1938, festa dell'Aeronautica, durante una missione di guerra il suo aereo, a causa dell'intenso fuoco contraereo, entrò in collisione con un altro velivolo similare, pilotato dal capitano Tommaso Parini, sopra La Fresneda, precipitando al suolo. Riuscì a lanciarsi con il paracadute con il sottotenente Gino Poggi, il tenente Mayer, il sottotenente Spadaccino ed il sergente Bertocchi. Ferito durante la discesa dalle truppe nemiche, venne fatto prigioniero e poi ucciso dai miliziani di Lister. per il suo comportamento gli venne assegnata la medaglia d'oro al valor militare.
Il sottotenente Poggi, fatto prigioniero, fu liberato alla fine del conflitto, il tenente Mayer e gli altri riuscirono a rientrare nelle linee italiane. Prima sepolta nel cimitero di Valladolid e poi tumulata nel Sacrario di Sant'Antonio a Saragozza, la salma venne traslata in Italia il 20 novembre 2003. Attualmente riposa nella tomba di famiglia a Scafati.

### Annotazioni
1. ↑  La sua è una famiglia numerosa, infatti i coniugi Cozzolino, avevano ben nove figli: Alfonso, Carmine, Vittorio, Ciro, Maria, Federico, Salvatore, Attilio, e Emilia.
2. ↑  Unitamente ai fratelli più piccoli Salvatore e Attilio, a quest'ultimo sarà sempre particolarmente affezionato.
3. ↑  Lo Stormo adottò questa designazione per distinguersi dall'8º Stormo Africa Orientale, allora operante in quel teatro di guerra.
4. ↑  I velivoli avevano cancellate sia le insegne di nazionalità che le matricole militari, ed erano stati riverniciati con colorazione mimetica adatta al nuovo territorio operativo.
5. ↑  Dove aveva sede anche il Comando dell'Aviazione Legionaria delle Baleari.
6. ↑  A bordo di uno di questi si trovava anche Bruno Mussolini.
7. ↑  Anch'egli decorato con Medaglia d'oro al valor militare.
8. ↑  I miliziani gli chiesero, sotto la minaccia delle armi, di abiurare gli ideali per cui combatteva. Mantenendo fede al giuramento fatto si rifiutò, e per meglio farsi comprendere gridò in spagnolo Arriba Italia. Ciò gli costo la vita, in quanto fu brutalmente ucciso sul posto.

### Fonti
1. 1 2 3 4 5 6 7 8  Combattenti Liberazione.
2. ↑  Gruppo Medaglie d'Oro al Valor Militare 1965, p. 291.
3. 1 2 3  Ufficio Storico dell'Aeronautica Militare 1969, p. 80.
4. ↑  Gori 2000, p. 13.
5. ↑  Gori 2000, p. 14.
6. 1 2  Gori 2000, p. 15.
7. 1 2 3 4 5 6  Gori 2000, p. 18.